# 笹部川橋
笹部川橋（ささべがわばし）は、福島県南相馬市にある道路橋である。

## 概要
- 全長：55.0m
- 幅員：7.0m
- 竣工：2012年[1]

南相馬市原町区南部にて二級水系新田川水系笹部川と、その北側に位置する南相馬市道を渡り、常磐自動車道小高スマートインターチェンジ～南相馬インターチェンジ間の本線を通す。南詰は馬場字切付、北詰は馬場字荒井に位置する。暫定二車線供用区間であり、橋上は上下対向2車線で供用されている。

## 歴史
- 2012年4月8日 : 南相馬IC-相馬IC間開通に伴い供用開始

## 周辺
- 雲雀ヶ原神社